# Бавовна (мем)

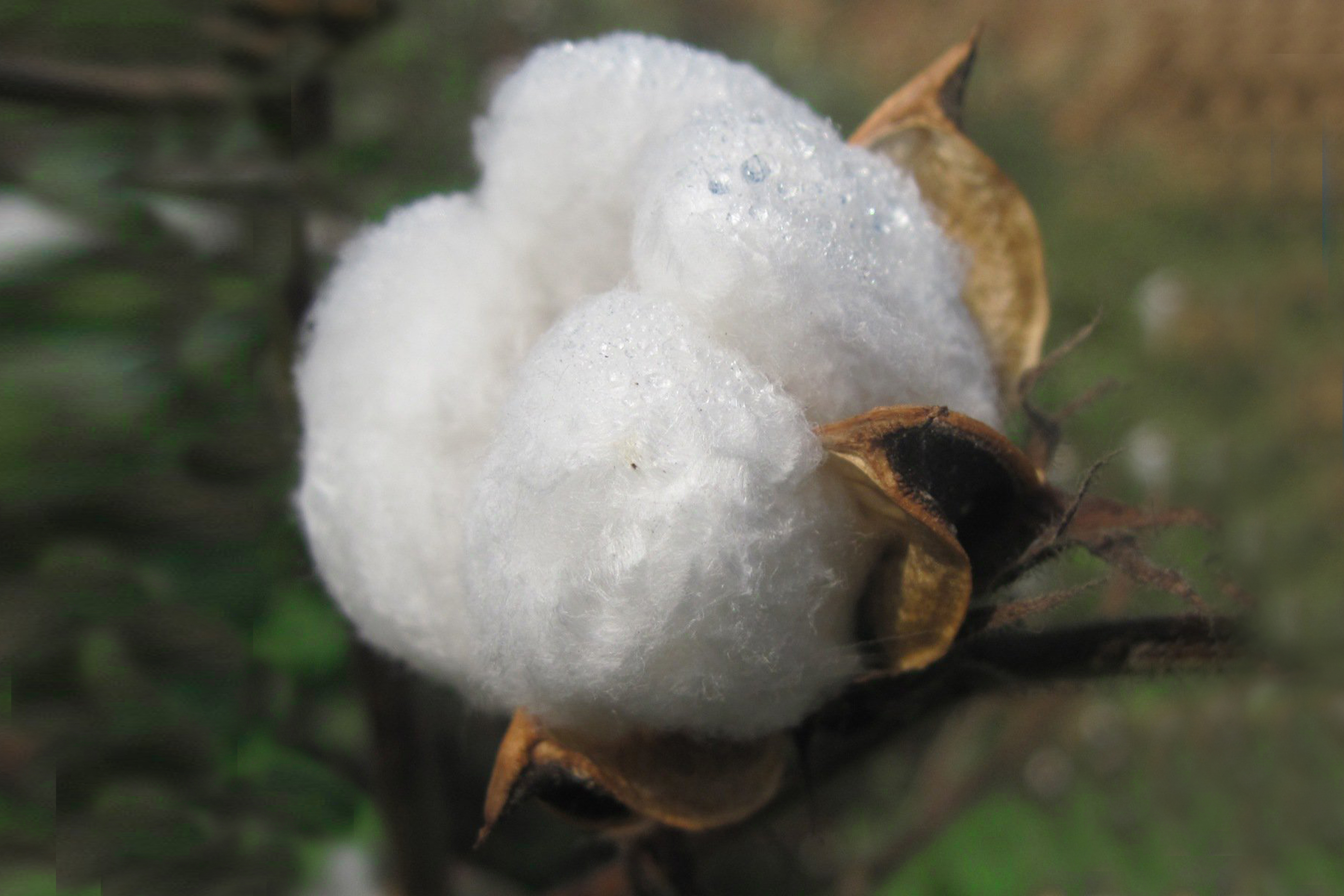
Справжня бавовна

Бавовна — мем, що виник та масово поширився під час повномасштабного російського вторгнення в Україну. «Бавовною» називають вибухи на тимчасово окупованій території України та на території Російської Федерації.

## Історія мему

### Етимологія
Наприкінці 2010-х російський уряд дав вказівки всім ЗМІ називати вибухи (переважно — газу) «лясками» (рос. хлопка́ми).
У російського слова «хлопо́к» є омограф — «хло́пок», який українською означає «бавовна».

### Поява мему
25 квітня 2022 року в російському Брянську пролунали вибухи у військові частині та на нафтобазі. Новину про цю подію, перекладену з російських джерел за допомогою онлайн-перекладачів, опублікували на  телеграм-каналі «Оперативний ЗСУ». Онлайн-перекладач сплутав російські омографи, через що в тексті новини було написано, що «перед початком пожежі чулася потужна бавовна».
Цей текст із помилкою підхопили сайти-сміттярки і стали висміювати українські користувачі твіттеру. Через кілька днів, 30 квітня, український сегмент твіттеру став залякувати жителів російського Бєлгорода майбутніми обстрілами, які нібито готують ЗСУ. Зокрема, в цій акції було використано і термін «бавовна» у його меметичному значенні — в розрахунку на те, що росіяни не розуміють української мови.
Поширенню мему на перших етапах посприяв, зокрема, Сергій Стерненко.
Відтоді словом «бавовна» в українському сегменті інтернету називають вибухи на окупованих територіях України та на території Росії, зокрема, вибух на Кримському мосту.

## Бавовнятко
18 серпня 2022 року Василь Мулік на своїй сторінці Фейсбук вперше опублікував допис про міфічне створіння бавовнятко.[первинне джерело] 20 серпня освітня платформа «Всеосвіта» опублікувала новину з підбіркою бавовняток[первинне джерело] згенерованих засновницею Всеосвіти Лесею Литвиненко через нейромережу Midjourney. 27 серпні 2022 року Міністерство оборони України опублікувало зображення Бавовнятка у Твіттері із наступним описом:
Пухнасте і непосидюче. Вночі бавовнятко тихенько приходить на бази окупантів, склади, аеродроми, нафтопереробні заводи та інші місця, заповнені легкозаймистими предметами, і починає там бавитися з вогнем.

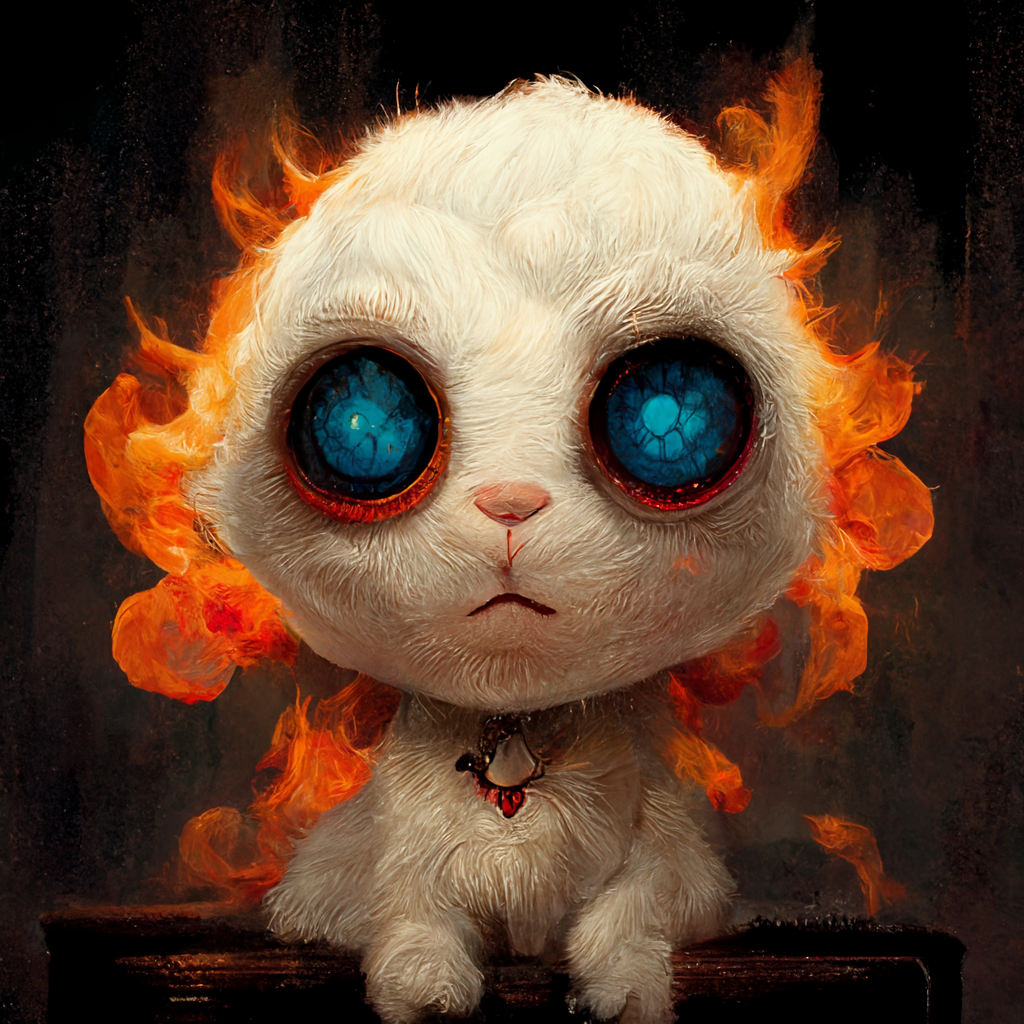
Оригінальне бавовнятко, згенероване Лесею Литвиненко через нейромережу Midjourney AI
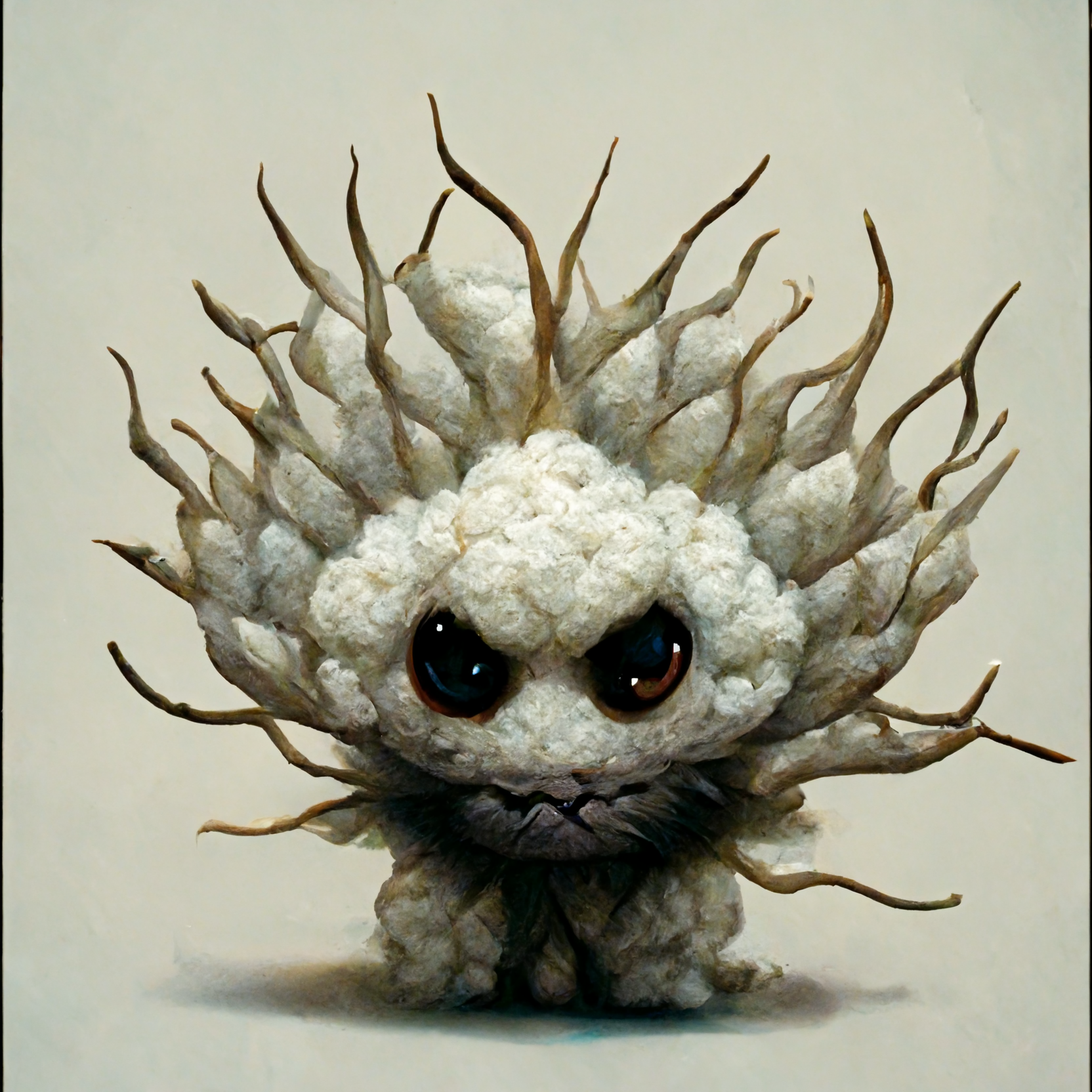
одна з версій бавовнятка

## Вплив
Влітку 2022 року в Києві був створений панковий гурт «100% Bavovna», який виконує пісні на тему російсько-української війни. Гурт має пісні, записані спільно з гуртом Тінь Сонця та Бетон.
У червні 2022 було створено благодійний фонд «Bavovna.help», який збирає кошти для військових, проводячи онлайнові лекції, на які можна долучитися за пожертву будь-якої суми.
Пісні з назвою «Бавовна» записали гурти GrozovSka Band та Jalsomino. 
Хейтспіч (гурт) записав пісню з назвою "Бавовнятко"
Після чергового знеструмлення Києва, амбасадорка Великої Британії в Україні Мелінда Сіммонс опублікувала світлину з гілочкою бавовни та підписом «Без вас».

## Цікаві факти
- Словенською мовою «бавовна» перекладається як bombaž (бомбаж), а латиною bombax (бомбакс), що також використовувалось в українських мемах.
- У романі Еріха Марії Ремарка «На західному фронті без змін», у перекладі українською 1930 року, під «бавовною» мається на увазі важкий обстріл (нім. Kattun kriegen, «отримати бавовну»)[19], що пов'язано з використанням схожої на бавовну нітроцелюлози у виробництві вибухових речовин[20].|                                                                                                                              | Але глухий звук ударів до нас не долітає. Він тоне в гармідері фронту. Качинський прислухається: цієї ночі буде бавовна. |
| — Еріх Маріа Ремарк. На західньому фронті без змін, переклад Жозефіни Бургардт. Харків: Український робітник, 1930. С. 28-29 | |
- 7 жовтня відзначається Всесвітній день бавовни — свято встановлене 30 серпня 2021 року резолюцією Генасамблеї ООН A/RES/75/318[21].